# Cyrille Neveu
Cyrille Neveu (* 15. Februar 1973 in Léhon) ist ein ehemaliger französischer Triathlet. Er ist Triathlon-Weltmeister (2002) und wird in der Bestenliste französischer Triathleten auf der Ironman-Distanz geführt.

## Werdegang
Cyrille Neveu wurde von 1992 bis 1994 von Brett Sutton trainiert. 2002 wurde er auch nationaler Meister auf der Triathlon-Mitteldistanz, nachdem er 1996 und 1999 in Gérardmer bereits den dritten Rang belegt hatte.

### Weltmeister Triathlon Langdistanz 2002
Im September 2002 wurde Cyrille Neveu in Nizza Triathlon-Weltmeister auf der Langdistanz, nachdem er hier zwei Jahre zuvor schon Vizeweltmeister geworden war.

Cyrille Neveu startete in seiner aktiven Zeit zehnmal bei Weltmeisterschaften über die Langdistanz.
Beim Ironman South Africa wurde er im März 2005 Zweiter. Im Oktober startete er beim Ironman Hawaii und belegte dort den 63. Rang.
2006 begründete er mit dem Triathlon EDF Alpe d’Huez ein wichtiges Triathlon-Ereignis in Frankreich.
Auch sein Sohn Baptiste Neveu (Nationaler Junioren-Meister Triathlon Mitteldistanz) ist als Triathlet aktiv.

## Sportliche Erfolge
| Datum/Jahr    | Rang | Wettbewerb                                           | Austragungsort | Zeit     | Bemerkung                                                                        |
| ------------- | ---- | ---------------------------------------------------- | -------------- | -------- | -------------------------------------------------------------------------------- |
| 6. Mai 2006   | 3    | Volcano Triathlon                                    | Lanzarote      | 02:06:07 | über die olympische Distanz (1,5 km Schwimmen, 40 km Radfahren und 10 km Laufen) |
| 2004          | 3    | Marc Herremans Classic                               | Antwerpen      |          |                                                                                  |
| 2002          | 1    | FRA Middle Distance Triathlon National Championships | Cublize        |          | Nationaler Meister Mitteldistanz                                                 |
| 1999          | 3    | FRA Middle Distance Triathlon National Championships | Gérardmer      |          | Nationale Meisterschaft Mitteldistanz                                            |
| 1999          | 4    | Triathlon de Obernai                                 | Obernai        | 02:04:57 | bei der Erstaustragung im Elsass hinter dem Sieger Lothar Leder                  |
| 23. Juni 1996 | 3    | FRA Middle Distance Triathlon National Championships | Perros-Guirec  | 06:02:22 | Nationale Meisterschaft Mitteldistanz                                            |

| Datum/Jahr    | Rang | Wettbewerb                                      | Austragungsort | Zeit     | Bemerkung |
| ------------- | ---- | ----------------------------------------------- | -------------- | -------- | --- |
| 15. Juli 2007 | 14   | ITU Long Distance Triathlon World Championships | Lorient        | 03:40:50 | |
| 19. Nov. 2006 | 14   | ITU Long Distance Triathlon World Championships | Canberra       | 06:14:40 | |
| 2006          | 8    | Triathlon de Gérardmer                          | Gérardmer      | 06:25:56 | 4 km Schwimmen, 120 km Radfahren und 30 km Laufen                                                                             |
| 2005          | 63   | Ironman Hawaii                                  | Hawaii         | 09:06:16 | Ironman-Weltmeisterschaft (3,86 km Schwimmen, 180,2 km Radfahren und 42,195 km Laufen)                                        |
| 20. März 2005 | 2    | Ironman South Africa                            | Port Elizabeth | 08:37:25 | Zweiter hinter dem Sieger Raynard Tissink                                                                                     |
| 15. Aug. 2003 | 1    | Embrunman                                       | Embrun         | 09:59:21 | |
| 11. Mai 2003  | 15   | ITU Long Distance Triathlon World Championships | Ibiza          | 05:48:27 | [ 4 ] |
| 22. Sep. 2002 | 1    | ITU Long Distance Triathlon World Championships | Nizza          | 06:19:45 | Die Triathlon-Weltmeisterschaft auf der Langdistanz wurde 2002 im Rahmen des Triathlon International de Nice ausgetragen.     |
| 5. Aug. 2001  | 14   | ITU Long Distance Triathlon World Championships | Fredericia     | 08:51:44 | |
| 18. Juni 2000 | 2    | ITU Long Distance Triathlon World Championships | Nizza          | 06:23:16 | Vizeweltmeister |
| 11. Juli 1999 | 10   | ITU Long Distance Triathlon World Championships | Säter          | 05:55:56 | |
| 1999          | 3    | Triathlon de Gérardmer                          | Gérardmer      |          | Triathlon Mitteldistanz (Französische Meisterschaft über die Langdistanz: 2,5 km Schwimmen, 80 km Radfahren und 20 km Laufen) |
| 5. Sep. 1998  | 10   | ITU Long Distance Triathlon World Championships | Sado (Insel)   | 06:03:33 | |
| 8. Juni 1997  | 12   | ITU Long Distance Triathlon World Championships | Nizza          | 05:52:57 | 1997 wurde die Weltmeisterschaft im Zuge des Triathlon International de Nice ausgetragen.                                     |
| 7. Sep. 1996  | 29   | ITU Long Distance Triathlon World Championships | Muncie         | 04:00:44 | |

(DNF – Did Not Finish)